# 弱铠茗荷属
弱铠茗荷属（学名：Abathescalpellum）为铠茗荷科的一个属。

## 下级分类
本属包括以下物种：
- 裂口弱铠茗荷 Abathescalpellum fissum (Hoek, 1907)
- 朝鮮弱鎧茗荷 Abathescalpellum koreanum (Hiro, 1933)